# Franz Pankok
Franz Pankok (* 11. April 1874 in Münster, Provinz Westfalen; † 17. Januar 1921 in Barmen, Rheinprovinz) war ein deutscher Innenarchitekt und Lehrer an der Kunstgewerbeschule in Barmen.

## Leben
Pankok besuchte die Königliche Kunstgewerbeschule München. Außerdem war er Schüler seines Bruders Bernhard Pankok. Franz Pankok wurde Lehrer für Möbelbau und Raumkunst an der Kunstgewerbeschule Barmen und war Mitglied im Bund der Kunstgewerbeschulmänner Preußens. Er schuf Inneneinrichtungen für Villen in Barmen und Umgebung. Für den Klavierhersteller Ibach entwarf er einen Flügel, der 1905 auf einer Barmer Kunstgewerbeausstellung und 1906 auf der Weltausstellung Mailand gezeigt wurde.